# Conrad Yunker
Conrad E. Yunker é um biólogo americano e membro eleito da Associação Americana para o Avanço da Ciência.